# Истребитель

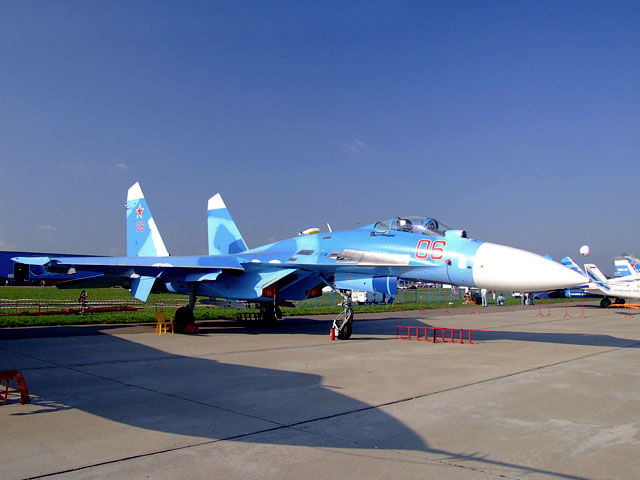
Советский истребитель четвёртого поколения Су-27

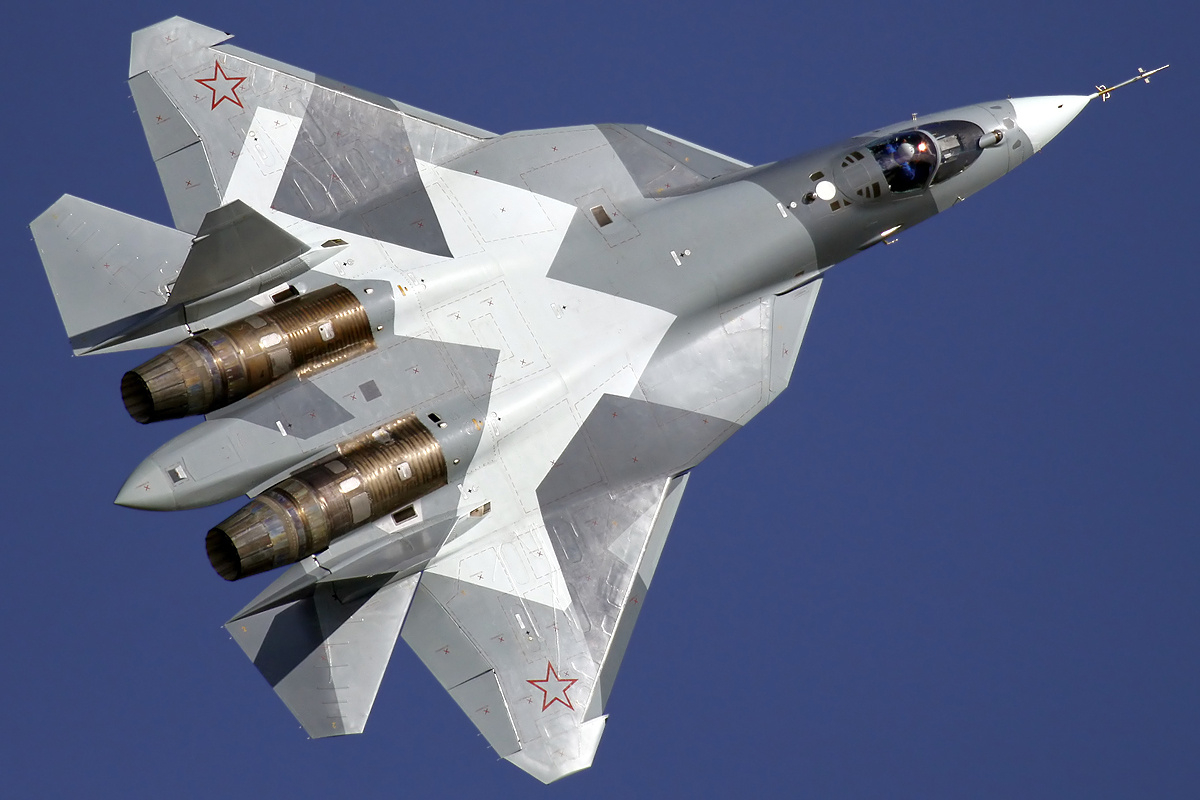
Российский истребитель пятого поколения Су-57

Истреби́тель — военный самолёт, предназначенный в первую очередь для уничтожения воздушных целей противника; в другом источнике указано, что это боевой самолёт, предназначенный для стрельбы пилотируемых и беспилотных летательных аппаратов (ЛА) противника в воздухе, и может применяться для поражения наземных (надводных) целей и ведения воздушной разведки.
Истребители применяется для получения господства в воздухе над противником, а также для сопровождения бомбардировщиков, транспортных самолётов, самолётов гражданской авиации, защиты наземных объектов от авиации противника. Реже истребители используются для атаки наземных и морских целей. Несмотря на агрессивное название, истребитель относится к оборонительным типам вооружений, отдельного наступательного значения истребительная авиация не имеет. Однако в настоящее время, с увеличением тяговооружённости этих машин (и, соответственно, бо́льшей грузоподъёмности, то есть ракетно-бомбовой нагрузки), они получили возможности эффективной атаки наземных объектов, и в условиях современных локальных конфликтов истребители могут применяться для поражения наземных (надводных) целей. По некоторым предположениям, в будущем роль истребителей смогут взять на себя беспилотные аппараты (БПЛА), разработки которых активно ведутся, а сами они уже успешно применяются для уничтожения целей на земле. Это позволит сократить потери лётного персонала, упростить, облегчить и удешевить самолёты, а также избавиться от ограничений по перегрузкам, налагаемых пределами возможностей человеческого организма. Появление истребителей стало возможно благодаря устанавливаемым на них вооружениям и двигателям внутреннего сгорания, сам прогресс как винтовой, так и реактивной авиации в огромной степени определяется совершенством двигателей.

## История

### Первая мировая война

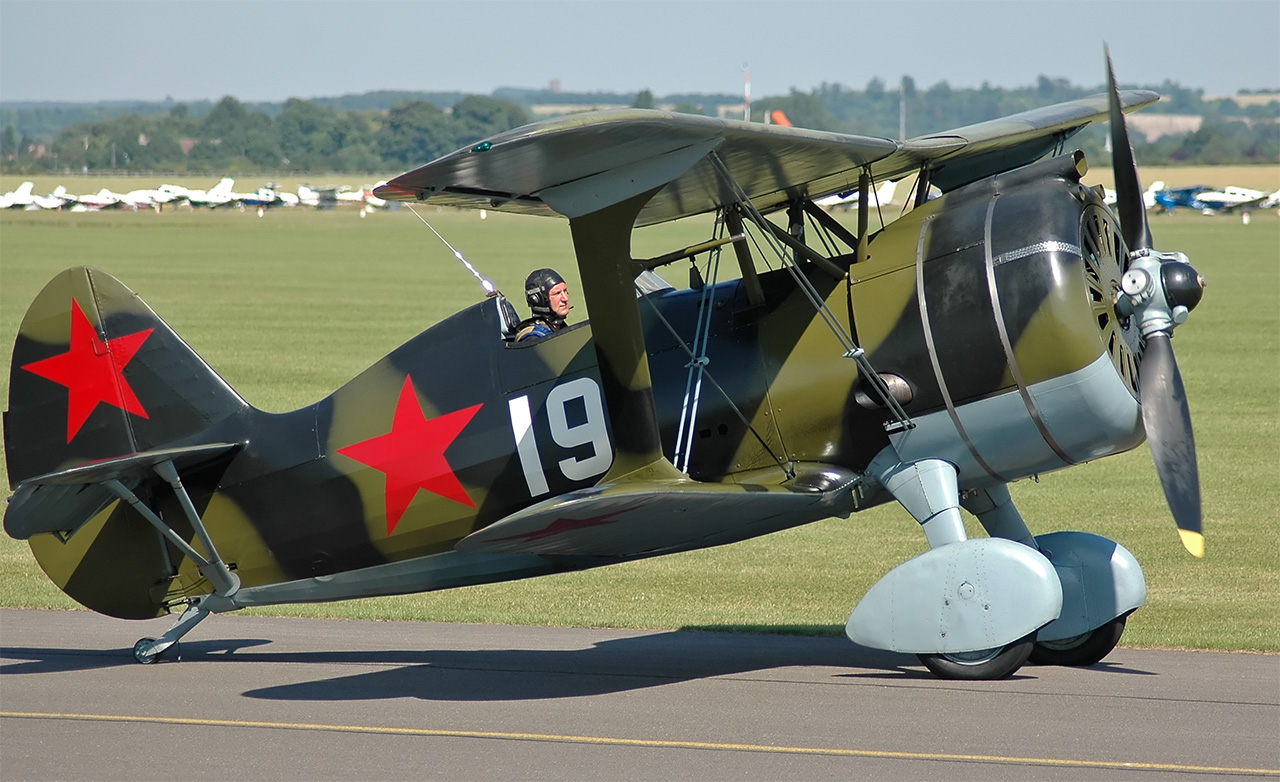
Восстановленный И-15 бис, 2004 год.

Начальные воздушные бои произошли во время Первой мировой войны. Именно тогда впервые возникла потребность в специализированных самолётах, предназначенных для уничтожения воздушных целей.
Первые истребители представляли собой те же самолёты, использовавшиеся для разведки, со скоростью полёта до 150 км/ч и двумя членами экипажа, однако штурман брал с собой в полёт не фотокамеру, а тяжёлые предметы — пушечные ядра, металлические бруски и даже гири. Заметив самолёт противника, пилот подлетал к нему сверху, а штурман сбрасывал на него свой груз. Очень скоро этот метод был усовершенствован — штурман брал с собой ручной пулемёт или пистолет и стрелял в пилота вражеского самолёта. Позже было придумано новое устройство — турель, позволявшая вращаться пулемёту на 360 град., она устанавливалась позади пилота. Теперь стрелок мог обстреливать заднюю полусферу, однако исключалась наиболее актуальная для истребителя фронтальная зона.
Первые истребители, как таковые, появились примерно к началу Первой Мировой войны.
Пулемёты того времени были не столь надёжны, чтобы устанавливать их на крыльях, а установке курсового пулемёта препятствовал вращающийся воздушный винт. Однако вскоре французский лётчик Ролан Гаррос изобрёл систему, которая позволяла стрелять через вращающийся винт. Устройство представляло собой металлические уголки, закреплённые в основании лопастей винта таким образом, что пуля при попадании рикошетировала в безопасную для пилота и самолёта область. Недостатком такого устройства являлась потеря 7 — 10 % пуль. Данная проблема была  устранена несколько позже, когда Антон Фоккер создал синхронизатор стрельбы, позволяющий стрелять через плоскость винта без риска повреждения последнего.
Также стоит упомянуть, что во время Первой мировой войны появился своеобразный стандарт вооружения для истребителей - пара пулемётов винтовочного калибра, который продержится до середины 1930-х годов. Тем не менее, такого "стандарта" придерживаются даже некоторые истребители конца 1930-х, например, Ki-43 ранних модификаций.

### Межвоенный период
В межвоенный период авиация проэволюционировала от фанерных бипланов до цельнометаллических монопланов с закрытыми кокпитами. Первым цельнометаллическим истребителем был немецкий истребитель Junkers D.I.
Истребители конца 1930-х развивали скорость около 450 км/ч и имели на вооружении несколько пулемётов.

### Истребители Второй Мировой

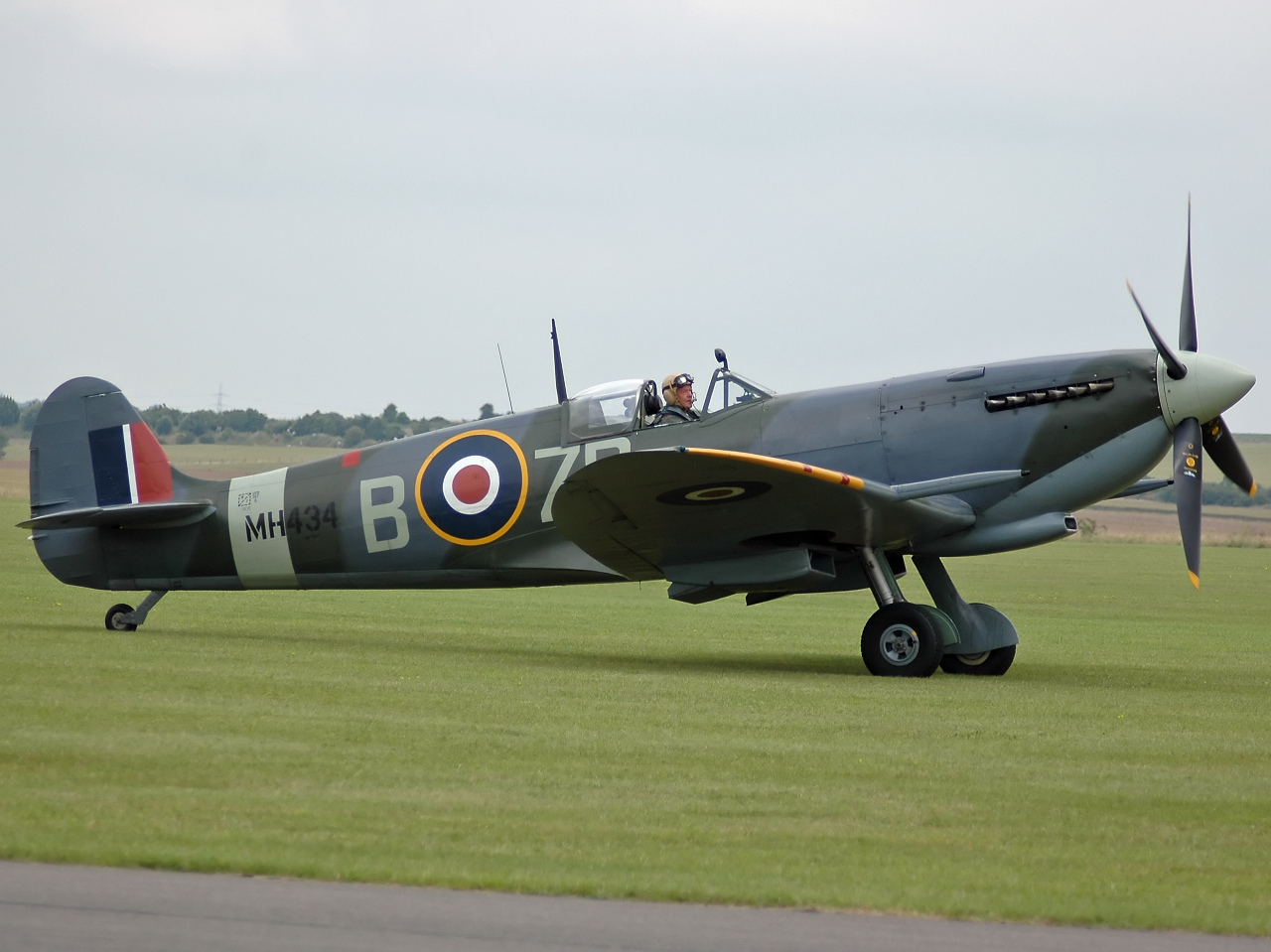
«Supermarine Spitfire», истребитель Второй мировой войны

К началу Второй мировой войны истребительная авиация представляла собой хорошо сформировавшийся класс боевой техники. Как правило, основные мировые державы того времени имели несколько основных типов истребителей, отличающихся как по лётным характеристикам, так и по тактике применения. Так, Германия имела истребители Bf-109 и Me-110 различных модификаций, Советский Союз располагал истребителями И-16 и И-153, Великобритания имела парк истребителей Спитфайр и Харрикейн. Значительно продвинулись в создании истребительной авиации и некоторые другие страны, в частности, США, Япония, Франция. Имелись и более современные модификации и типы истребителей, ещё не успевшие завоевать популярность, но в ходе войны получившие серьёзное развитие. Так, к началу военных действий на Восточном фронте Советский Союз располагал новыми истребителями Як-1, МиГ-3, ЛаГГ-3, а Германия в ходе войны создала и развила линейку истребителей Фокке-Вульф FW-190.
В самом начале боевых действий на европейском театре военных действий ещё не было чёткой определённости в том, какой же именно из основных параметров истребителя — скорость или манёвренность — является для него более важным. Этим было обусловлено серьёзное различие схем, по которым строились планеры предвоенных истребителей. Так, советский И-153 «Чайка» являлся бипланом, а появившийся ранее И-16 был монопланом. Немецкие Me-109 и Me-110 отличались количеством двигателей — один против двух соответственно. Однако опыт ведения активных боевых действий с применением истребительной авиации сравнительно быстро склонил чашу весов в сторону однодвигательной монопланной схемы. Так, на протяжении всей Второй мировой войны основными промышленными державами не было выпущено ни одной новой модификации истребителей-бипланов. А относительное развитие получил только один двухдвигательный истребитель — американский Лайтнинг, что было обусловлено, во многом, спецификой действий на тихоокеанском ТВД.
Высокая востребованность истребительной авиации в годы Второй мировой войны была обусловлена как массированным применением бомбардировочной и штурмовой авиации, так и собственными возможностями истребителей в плане уничтожения наземных целей и поддержки наземных подразделений. Именно в это время была отточена тактика штурмовых ударов истребителей по важным наземным объектам — аэродромам, мостам, складам, железнодорожным узлам, транспорту. При разработке новых модификаций истребителей конструкторам, зачастую, прямо ставилась задача максимально усилить ударную мощность самолёта. Так, например, советскими конструкторами была создана модификация истребителя Як — Як-9Б, отличавшаяся возможностью нести бомбовое вооружение не на внешней подвеске, а в специализированных бомбовых отсеках. Тем самым, был сделан шаг к появлению нового класса самолётов, истребителей-бомбардировщиков, получившего большое развитие в послевоенные годы. Однако основными обязанностями истребителей во время Второй мировой войны оставались задачи по прикрытию своих войск от авиации противника, уничтожению его самолётов, воздушной разведке и сопровождению бомбардировочной и штурмовой авиации.
Война вызвала взрывное развитие авиационной техники и практически довела поршневой самолёт до совершенства. Однако пропеллерный самолёт с поршневыми двигателями имеет предел скорости, поскольку не в состоянии преодолеть звуковой барьер (см. Воздушный винт). Для наращивания скоростей был необходим принципиально новый движитель. В конце войны Германия первой начала выпуск истребителей с реактивным двигателем (Ме-262, He-162) и ракетных истребителей Me-163. Данные самолёты имели более высокую скорость, чем поршневые самолёты стран антигитлеровской коалиции, приемлемые показатели манёвренности и считались весьма перспективными против бомбардировочной и истребительной авиации противника. Однако, выпускавшиеся небольшими сериями, эти самолёты не смогли существенно повлиять на ход военных действий.

### Послевоенное развитие
1960-е гг. ознаменовались поступлением на вооружение ВВС основных авиационных держав мира сверхзвуковых истребителей, имевших ряд объединяющих признаков, несмотря на все различия в компоновке и полётной массе. Они обладали скоростью, вдвое превышавшей звуковую, и потолком порядка 18-20 км, оснащались бортовыми радиолокационными станциями и управляемыми ракетами класса «воздух-воздух». Такое совпадение не было случайным — развитие техники произошло именно в этом направлении из-за того, что основной угрозой безопасности по обеим сторонам железного занавеса считались стратегические бомбардировщики, несущие ядерные бомбы. Соответственно формировались и требования к новым истребителям, основной задачей которых был перехват высотных скоростных неманёвренных целей в любое время суток и в любых погодных условиях.
В результате в США, СССР и Западной Европе на свет появился ряд самолётов, которые впоследствии по совокупности компоновочных признаков и лётно-технических характеристик отнесли ко второму поколению истребителей. Непреклонно растущая цена истребителей диктовала необходимость уменьшения абсолютной численности парка с одновременным расширением функций самолётов. Кроме того, тактика воздушной войны менялась на глазах — широкое развитие зенитных управляемых ракет привело к отмиранию доктрины массированного вторжения бомбардировщиков на большой высоте. Основную ставку в ударных операциях всё больше стали делать на тактические самолёты с ядерным оружием, способные прорывать рубеж ПВО на большой высоте.
Для противодействия им предназначались истребители третьего поколения — МиГ-23, «Мираж» F-1, J-37 «Вигген». Поступление на вооружение этих машин, наряду с модернизированными вариантами МиГ-21 и F-4, планировалось на начало 1970-х. Одновременно по обеим сторонам океана начались проектные исследования по созданию истребителей четвёртого поколения — перспективных боевых машин, которые составили бы основу военно-воздушных сил в следующем десятилетии.

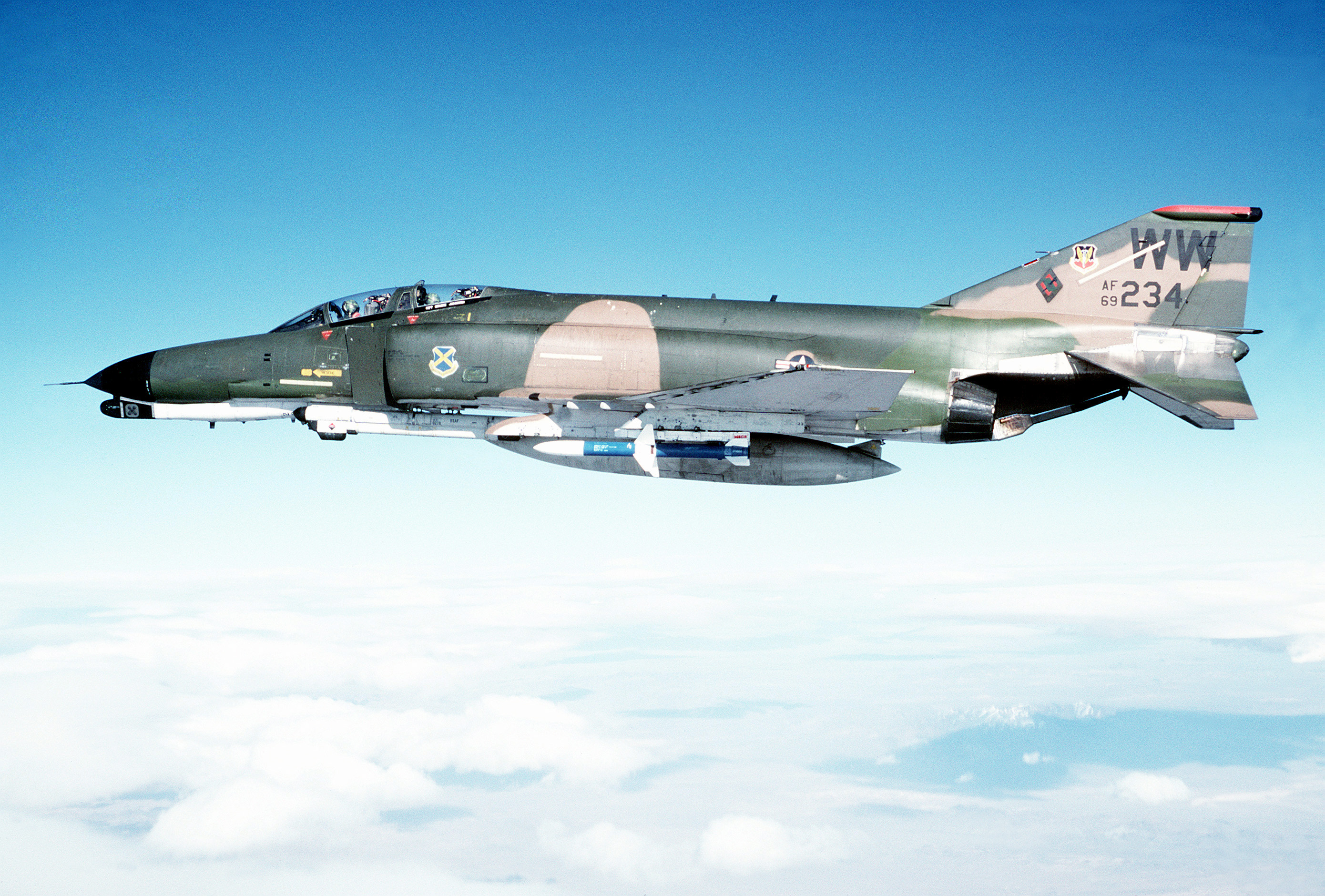
F-4 «Фантом» II

Первыми к решению этой проблемы приступили в США, где ещё в 1965 был поставлен вопрос о создании преемника тактического истребителя F-4C «Фантом». В марте 1966 была развёрнута программа FX (Fighter Experimental). Проектирование самолёта по уточнённым требованиям началось в 1969, когда самолёт и получил обозначение F-15 «Игл» (англ. Eagle, Орёл). Победителю конкурса по работе над проектом, фирме «Макдоннел Дуглас», 23 декабря 1969 был выдан контракт на постройку опытных самолётов, а в 1974 появились первые серийные истребители F-15A «Игл» и «спарки» TF-15A (F-15B).
В 1969 началась разработка советских истребителей четвёртого поколения, к которым можно отнести Су-27, МиГ-29, МиГ-31 и их модификации.
Первый в мире истребитель пятого поколения F-22 Raptor разрабатывался в 1986—2001 гг., и поступил на вооружение ВВС США с начала 2003 года.
Разработка российского многофункционального истребителя пятого поколения велась в ОКБ «Сухой» с конца 90-х годов, а лётные испытания новой машины начались на аэродроме «Дзёмги» в декабре 2009 года. Характеристики новейшего истребителя не раскрываются. Предполагается, что самолёт получит на вооружение высокоточное оружие и сможет поражать как воздушные, так и наземные цели днём и ночью в любых метеорологических условиях. Также в СМИ сообщалось, что максимальная скорость ПАК ФА составит свыше 2000 км/час, а дальность полёта — 5,5 тыс. км. Истребитель будет отличаться сверхманёвренностью и малозаметностью в оптическом, инфракрасном и радиолокационном диапазонах волн.
Российский истребитель пятого поколения, известный также как Т-50 и изделие 701, совершил свой первый испытательный полёт 29 января 2010 г. Полёт, продолжавшийся около 45 минут, завершился успешно.
Перспективный авиационный комплекс фронтовой авиации (ПАК ФА) поднялся в воздух ранее в пятницу, 29 января. Сообщалось, что самолёт выполнил короткий разбег, оторвался от взлётной полосы и начал набирать высоту. Какие манёвры планировалось совершить на ПАК ФА в рамках первого полёта, не уточнялось.

## Воздушный бой
C эволюцией истребителей воздушный бой претерпевал значительные изменения. В первых воздушных боях использовались пистолеты и револьверы для поражения самолёта и пилота противника. Такие дуэли в воздухе напоминали рыцарские поединки. До появления парашюта последним средством спасения был прыжок с малой высоты, который нередко приводил к смерти. Лётчика, одержавшего пять и более воздушных побед, называли «асом».
Очень скоро револьверы уступили место пулемётам, которые концентрировали огонь в определённой точке впереди истребителя, располагаясь, сперва в крыльях, а затем и в носовой части фюзеляжа. Для уверенного поражения противника было необходимо путём маневрирования зайти в хвост самолёту врага. Такой бой физически изматывал пилотов, выполнявших сложные фигуры высшего пилотажа с высокими перегрузками. Пилот должен был быть не только хорошо физически развитым, но и обладать незаурядными знаниями о своём самолёте и самолёте противника. Важнейшими характеристиками стали максимальная скорость, скороподъёмность, манёвренность. Для подтверждения воздушной победы использовались кинокамеры, которые снимали во время нажатия на гашетку.
Для победы в воздушном бою на современных истребителях прямая видимость самолёта противника уже не требуется, достаточно его обнаружение бортовыми РЛС и/или вспомогательными наземными системами. Лётчик защищён специальным противоперегрузочным костюмом и может переносить значительно большие перегрузки в воздушном бою. Двигатели с управляемым вектором тяги позволяют лётчику выполнять сложнейшие манёвры в воздухе на высочайшей скорости, что было бы невозможно без вспомогательной роли компьютеров в управлении современными истребителями.
Современный воздушный бой бывает наступательным и оборонительным, и подразделяется на три вида:
- ближний манёвренный воздушный бой (БВБ)
- воздушный бой на средних дистанциях (СВБ)
- дальний воздушный бой (ДВБ)

Для каждого вида воздушного боя характерен свой вид применяемого оружия:
- для БВБ — пушки и ракеты с тепловыми головками самонаведения (ТГСН)
- для СВБ — ракеты средней дальности
- для ДВБ — ракеты большой дальности

Для правильного ведения воздушного боя необходимо занять тактически выгодное положение (ТВП).

#### Примечание
Четыре фактора боевой эффективности истребителя, которые, по мнению эксперта в области военной авиации Пьера Спрейя, обеспечивают ему победу в воздушном бою:
1. Первым увидеть противника. По словам экспертов[кто?], с Первой мировой войны и до Вьетнама от 65 до 95 процентов самолётов, сбитых в воздушных боях, погибли в результате внезапных атак.
2. Превосходить противника количественно.
3. Обладать лучшей манёвренностью. Не только с технической точки зрения, но и по уровню мастерства пилотов.
4. Возможность быстро поразить противника. Чем больше самолётов участвует в бою, тем больше появляется возможностей нанести удар и тем больше для пилота вероятность стать мишенью для врага, пока он целится в другого.

Все эти факторы укладываются в великую формулу А. И. Покрышкина: «Высота-скорость-манёвр-огонь».

## Классификация
В различных государствах свои классификации истребителей, ниже представлена классификация ВС России:

### По функциям
- Фронтовые истребители — предназначены для решения оперативных (оперативно-тактических) и тактических задач в общевойсковых (общефлотских) и совместных операциях и в общевойсковом бою.
- Истребитель-перехватчик — авиационный комплекс, предназначенный для уничтожения самолётов-носителей авиационных ракет, стратегических крылатых ракет в полёте, самолётов тактической и палубной авиации и других типов воздушных целей в ходе прикрытия войск и объектов тыла на территории страны.
- Палубные истребители — предназначены для размещения их на палубах авианосцев.
- Многофункциональный (многоцелевой) истребитель — авиационный комплекс, способный эффективно решать разнородные задачи без переоборудования, например, действовать как по воздушным целям, так и по наземным объектам в заданных условиях боевого применения.
- Тактический истребитель[5], по позднейшей классификации.

### По массе
- Лёгкий истребитель — авиационный комплекс с нормальной взлётной массой от 10 до 18 т, предназначенный для решения истребительных и ударных задач, преимущественно в пределах действия внешнего радиолокационного поля.
- Тяжёлый истребитель — авиационный комплекс с нормальной взлётной массой свыше 18 т, предназначенный для решения истребительных и ударных задач, в том числе и в условиях отсутствия внешнего радиолокационного поля.